# 1905 en architecture
| Années de l'architecture : 1902 - 1903 - 1904 - 1905 - 1906 - 1907 - 1908    |
| Décennies de l'architecture : 1870 - 1880 - 1890 - 1900 - 1910 - 1920 - 1930 |

Cet article présente les faits marquants de l'année 1905 en architecture.

## Réalisations
- Construction de la mairie d'Euville dans la Meuse par Georges Biet et Eugène Vallin, avec des vitraux exécutés par Jacques Grüber.
- Josef Hoffmann construit le palais Stoclet à Bruxelles.
- Construction de la cathédrale de Berlin sur l'île aux Musées.
- Frank Lloyd Wright construit la Darwin D. Martin House à Buffalo.
- Construction du Charlevoix Building à Détroit.
- Fin de construction du Pont de Bir-Hakeim à Paris.
- Fin de la construction du Palais de Yanduri à Séville.
- Église Saint-François à  Scutari en Albanie.

## Événement
- Formation du mouvement architectural expressionniste Die Brücke à Dresde.

## Récompenses
- Royal Gold Medal : Aston Webb.
- Prix de Rome : Camille Lefèvre.

## Naissances
- 9 mars : Albert Speer († 1er septembre 1981).
- 13 avril : Bernard Rudofsky († 12 mars 1988).
- 12 août : Louis Arretche († 1991).
- ? : André Minangoy, architecte français († 1985).

## Décès
- 22 août : Alfred Waterhouse (° 1830).
- 23 septembre : Giuseppe Sacconi (° 5 juillet 1854).
- Adolf Cluss (° 1825).